# Groupe C des éliminatoires du Championnat d'Europe de football 2012
Cet article donne les résultats des matches du groupe C des éliminatoires de l'Euro 2012.

## Classement
| Rang | Équipe          | Pts | J  | G | N | P | Bp | Bc | Diff |  | Résultats (▼ dom., ► ext.) |     |     |     |     | Drapeau de l'Irlande du Nord (drapeau du Royaume-Uni) |     |
| ---- | --------------- | --- | -- | - | - | - | -- | -- | ---- |  | -------------------------- | --- | --- | --- | --- | ----------------------------------------------------- | --- |
| 1    | Italie          | 26  | 10 | 8 | 2 | 0 | 20 | 2  | +18  |  | Italie                     |     | 3-0 | 3-0 | 1-0 | 3-0                                                   | 5-0 |
| 2    | Estonie         | 16  | 10 | 5 | 1 | 4 | 15 | 14 | +1   |  | Estonie                    | 1-2 |     | 1-1 | 0-1 | 4-1                                                   | 2-1 |
| 3    | Serbie          | 15  | 10 | 4 | 3 | 3 | 13 | 12 | +1   |  | Serbie                     | 1-1 | 1-3 |     | 1-1 | 2-1                                                   | 3-1 |
| 4    | Slovénie        | 14  | 10 | 4 | 2 | 4 | 11 | 7  | +4   |  | Slovénie                   | 0-1 | 1-2 | 1-0 |     | 0-1                                                   | 5-1 |
| 5    | Irlande du Nord | 9   | 10 | 2 | 3 | 5 | 9  | 13 | -4   |  | Irlande du Nord            | 0-0 | 1-2 | 0-1 | 0-0 |                                                       | 4-0 |
| 6    | Îles Féroé      | 4   | 10 | 1 | 1 | 8 | 6  | 26 | -20  |  | Îles Féroé                 | 0-1 | 2-0 | 0-3 | 0-2 | 1-1                                                   |     |

L'Italie est qualifiée.
L'Estonie est barragiste.

## Résultats et calendrier
Le calendrier du groupe C a été organisé à Belgrade le 8 mars 2010, à l'occasion une réunion organisée par les différentes fédérations participantes.
Le 12 octobre 2010, le match Italie-Serbie est annulé après seulement 5 minutes de jeu. Des groupes de hooligans serbes perturbent la rencontre. Le 29 octobre 2010, l'UEFA décide de donner l'Italie gagnante 3-0 sur tapis vert.
| 1re journée              | Estonie                    | 2 – 1   | Îles Féroé     | A. Le Coq Arena, Tallinn                                       |                                                                |
| 11 août 2010 20:00 HEC+1 | Saag 90+1e · Piiroja 90+3e | (0 - 1) | Edmundsson 28e | Spectateurs : 5 201 Arbitrage : Ante Vučemilović-Šimunović Jr. | Spectateurs : 5 201 Arbitrage : Ante Vučemilović-Šimunović Jr. |
| 11 août 2010 20:00 HEC+1 | Rapport                    |         |                | Spectateurs : 5 201 Arbitrage : Ante Vučemilović-Šimunović Jr. | Spectateurs : 5 201 Arbitrage : Ante Vučemilović-Šimunović Jr. |

| 2e journée                   | Estonie    | 1 – 2   | Italie                    | A. Le Coq Arena, Tallinn                                |                                                         |
| 3 septembre 2010 21:30 HEC+1 | Zenjov 31e | (1 - 0) | Cassano 60e · Bonucci 63e | Spectateurs : 9 550 Arbitrage : Carlos Velasco Carballo | Spectateurs : 9 550 Arbitrage : Carlos Velasco Carballo |
| 3 septembre 2010 21:30 HEC+1 | Rapport    |         |                           | Spectateurs : 9 550 Arbitrage : Carlos Velasco Carballo | Spectateurs : 9 550 Arbitrage : Carlos Velasco Carballo |

| 3 septembre 2010 | Îles Féroé | 0 – 3   | Serbie                                    | Tórsvøllur, Torshavn                             |                                                  |
| 19:00 HEC-1      |            | (0 - 2) | Lazović 14e · Stanković 18e · Žigić 90+1e | Spectateurs : 1 500 Arbitrage : Albert Toussaint | Spectateurs : 1 500 Arbitrage : Albert Toussaint |
| 19:00 HEC-1      | Rapport    |         |                                           | Spectateurs : 1 500 Arbitrage : Albert Toussaint | Spectateurs : 1 500 Arbitrage : Albert Toussaint |

| 3 septembre 2010 | Slovénie | 0 – 1   | Irlande du Nord | Stadion Ljudski vrt, Maribor                    |                                                 |
| 20:45 HEC        |          | (0 - 0) | Evans 70e       | Spectateurs : 11 582 Arbitrage : Cristian Balaj | Spectateurs : 11 582 Arbitrage : Cristian Balaj |
| 20:45 HEC        | Rapport  |         |                 | Spectateurs : 11 582 Arbitrage : Cristian Balaj | Spectateurs : 11 582 Arbitrage : Cristian Balaj |

| 3e journée             | Italie                                                                    | 5 – 0   | Îles Féroé | Stadio Artemio Franchi, Florence                 |                                                  |
| 7 septembre 2010 20:50 | Gilardino 11e · De Rossi 21e · Cassano 27e · Quagliarella 81e · Pirlo 89e | (3 - 0) |            | Spectateurs : 19 266 Arbitrage : Aleksei Kulbaov | Spectateurs : 19 266 Arbitrage : Aleksei Kulbaov |
| 7 septembre 2010 20:50 | Rapport                                                                   |         |            | Spectateurs : 19 266 Arbitrage : Aleksei Kulbaov | Spectateurs : 19 266 Arbitrage : Aleksei Kulbaov |

| 7 septembre 2010 | Serbie    | 1 – 1   | Slovénie      | Stadion Crvena Zvezda, Belgrade                       |                                                       |
|                  | Žigić 86e | (0 - 0) | Novakovič 63e | Spectateurs : 30 000 Arbitrage : Olegário Benquerença | Spectateurs : 30 000 Arbitrage : Olegário Benquerença |
|                  | Rapport   |         |               | Spectateurs : 30 000 Arbitrage : Olegário Benquerença | Spectateurs : 30 000 Arbitrage : Olegário Benquerença |

| 4e journée     | Irlande du Nord | 0 – 0   | Italie | Windsor Park, Belfast                         |                                               |
| 8 octobre 2010 |                 | (0 - 0) |        | Spectateurs : 15 150 Arbitrage : Tony Chapron | Spectateurs : 15 150 Arbitrage : Tony Chapron |
| 8 octobre 2010 | Rapport         |         |        | Spectateurs : 15 150 Arbitrage : Tony Chapron | Spectateurs : 15 150 Arbitrage : Tony Chapron |

| 8 octobre 2010 | Serbie    | 1 – 3   | Estonie                                        | Stadion Crvena Zvezda, Belgrade                   |                                                   |
|                | Žigić 60e | (0 - 0) | Kink 63e · Vassiljev 73e · Luković 90+1e (csc) | Spectateurs : 10 000 Arbitrage : Maksim Layushkin | Spectateurs : 10 000 Arbitrage : Maksim Layushkin |
|                | Rapport   |         |                                                | Spectateurs : 10 000 Arbitrage : Maksim Layushkin | Spectateurs : 10 000 Arbitrage : Maksim Layushkin |

| 8 octobre 2010 | Slovénie                                              | 5 – 1   | Îles Féroé      | Športni park Stožice, Ljubljana                    |                                                    |
|                | Matavž 25e 36e 65e · Novakovič 72e (pen.) · Dedič 84e | (2 - 0) | Mouritsen 90+3e | Spectateurs : 15 750 Arbitrage : Stanislav Todorov | Spectateurs : 15 750 Arbitrage : Stanislav Todorov |
|                | Rapport                                               |         |                 | Spectateurs : 15 750 Arbitrage : Stanislav Todorov | Spectateurs : 15 750 Arbitrage : Stanislav Todorov |

| 5e journée      | Italie  | 3 - 0            | Serbie | Stade Luigi-Ferraris, Gênes |                           |
| 12 octobre 2010 |         | (Sur tapis vert) |        | Arbitrage : Craig Thomson   | Arbitrage : Craig Thomson |
| 12 octobre 2010 | Rapport |                  |        | Arbitrage : Craig Thomson   | Arbitrage : Craig Thomson |

| 12 octobre 2010 | Îles Féroé | 1 – 1   | Irlande du Nord | Tórsvøllur, Torshavn                             |                                                  |
|                 | Holst 60e  | (0 - 0) | Lafferty 76e    | Spectateurs : 1 921 Arbitrage : Cyril Zimmermann | Spectateurs : 1 921 Arbitrage : Cyril Zimmermann |
|                 | Rapport    |         |                 | Spectateurs : 1 921 Arbitrage : Cyril Zimmermann | Spectateurs : 1 921 Arbitrage : Cyril Zimmermann |

| 12 octobre 2010 | Estonie | 0 – 1   | Slovénie             | A. Le Coq Arena, Tallinn                       |                                                |
| 18:30 UTC       |         | (0 - 0) | Sidorenkov 66e (csc) | Spectateurs : 5 722 Arbitrage : Tommy Skjerven | Spectateurs : 5 722 Arbitrage : Tommy Skjerven |
| 18:30 UTC       | Rapport |         |                      | Spectateurs : 5 722 Arbitrage : Tommy Skjerven | Spectateurs : 5 722 Arbitrage : Tommy Skjerven |

| 6e journée   | Slovénie | 0 – 1   | Italie           | Športni park Stožice, Ljubljana              |                                              |
| 25 mars 2011 |          | (0 - 0) | Thiago Motta 73e | Spectateurs : 16 500 Arbitrage : Felix Brych | Spectateurs : 16 500 Arbitrage : Felix Brych |
| 25 mars 2011 | Rapport  |         |                  | Spectateurs : 16 500 Arbitrage : Felix Brych | Spectateurs : 16 500 Arbitrage : Felix Brych |

| 25 mars 2011 | Serbie                   | 2 – 1   | Irlande du Nord | Stadion Crvena Zvezda, Belgrade              |                                              |
|              | Pantelić 65e · Tošić 74e | (0 - 1) | McAuley 40e     | Spectateurs : 200 Arbitrage : Serge Gumienny | Spectateurs : 200 Arbitrage : Serge Gumienny |
|              | Rapport                  |         |                 | Spectateurs : 200 Arbitrage : Serge Gumienny | Spectateurs : 200 Arbitrage : Serge Gumienny |

| 7e journée   | Irlande du Nord | 0 – 0 | Slovénie | Windsor Park, Belfast                          |                                                |
| 29 mars 2011 |                 |       |          | Spectateurs : 11 299 Arbitrage : Björn Kuipers | Spectateurs : 11 299 Arbitrage : Björn Kuipers |
| 29 mars 2011 | Rapport         |       |          | Spectateurs : 11 299 Arbitrage : Björn Kuipers | Spectateurs : 11 299 Arbitrage : Björn Kuipers |

| 29 mars 2011 | Estonie       | 1 – 1   | Serbie       | A. Le Coq Arena, Tallinn                    |                                             |
| 18:30 UTC    | Vassiljev 84e | (0 - 1) | Pantelić 38e | Spectateurs : 5 185 Arbitrage : Bas Nijhuis | Spectateurs : 5 185 Arbitrage : Bas Nijhuis |
| 18:30 UTC    | Rapport       |         |              | Spectateurs : 5 185 Arbitrage : Bas Nijhuis | Spectateurs : 5 185 Arbitrage : Bas Nijhuis |

| 8e journée            | Îles Féroé | 0 – 2   | Slovénie                           | Tórsvøllur, Torshavn                         |                                              |
| 3 juin 2011 18:30 HEC |            | (0 - 1) | Matavž 29e · Baldvinsson 47e (csc) | Spectateurs : 974 Arbitrage : Oliver Drachta | Spectateurs : 974 Arbitrage : Oliver Drachta |
| 3 juin 2011 18:30 HEC | Rapport    |         |                                    | Spectateurs : 974 Arbitrage : Oliver Drachta | Spectateurs : 974 Arbitrage : Oliver Drachta |

| 3 juin 2011 | Italie                                | 3 – 0   | Estonie | Stadio Ennio Tardini, Parme                      |                                                  |
| 20:45 HEC   | Rossi 21e · Cassano 39e · Pazzini 68e | (2 - 0) |         | Spectateurs : 21 151 Arbitrage : Alexandru Tudor | Spectateurs : 21 151 Arbitrage : Alexandru Tudor |
| 20:45 HEC   | Rapport                               |         |         | Spectateurs : 21 151 Arbitrage : Alexandru Tudor | Spectateurs : 21 151 Arbitrage : Alexandru Tudor |

| 9e journée            | Îles Féroé                          | 2 – 0   | Estonie | Tórsvøllur, Torshavn                          |                                               |
| 7 juin 2011 20:30 HEC | Benjaminsen 43e (pen.) · Hansen 47e | (1 - 0) |         | Spectateurs : 1 715 Arbitrage : Antti Munukka | Spectateurs : 1 715 Arbitrage : Antti Munukka |
| 7 juin 2011 20:30 HEC | Rapport                             |         |         | Spectateurs : 1 715 Arbitrage : Antti Munukka | Spectateurs : 1 715 Arbitrage : Antti Munukka |

| 10e journée            | Irlande du Nord                         | 4 – 0   | Îles Féroé | Windsor Park, Belfast      |                            |
| 10 août 2011 20:45 HEC | Hughes 5e · Davis 66e · McCourt 71e 88e | (1 - 0) |            | Arbitrage : Emir Alecković | Arbitrage : Emir Alecković |
| 10 août 2011 20:45 HEC | Rapport                                 |         |            | Arbitrage : Emir Alecković | Arbitrage : Emir Alecković |

| 11e journée                | Îles Féroé | 0 – 1   | Italie      | Tórsvøllur, Torshavn     |                          |
| 2 septembre 2011 20:45 HEC |            | (0 - 1) | Cassano 11e | Arbitrage : Tamás Bognár | Arbitrage : Tamás Bognár |
| 2 septembre 2011 20:45 HEC | Rapport    |         |             | Arbitrage : Tamás Bognár | Arbitrage : Tamás Bognár |

| 2 septembre 2011 | Slovénie   | 1 – 2   | Estonie                          | Športni park Stožice, Ljubljana |                            |
| 20:45 HEC        | Matavž 78e | (0 - 1) | Vassiljev 29e (pen.) · Purje 81e | Arbitrage : Stephan Studer      | Arbitrage : Stephan Studer |
| 20:45 HEC        | Rapport    |         |                                  | Arbitrage : Stephan Studer      | Arbitrage : Stephan Studer |

| 2 septembre 2011 | Irlande du Nord | 0 – 1   | Serbie       | Windsor Park, Belfast        |                              |
| 20:45 HEC        |                 | (0 - 0) | Pantelić 67e | Arbitrage : Thomas Einwaller | Arbitrage : Thomas Einwaller |
| 20:45 HEC        | Rapport         |         |              | Arbitrage : Thomas Einwaller | Arbitrage : Thomas Einwaller |

| 12e journée      | Italie      | 1 – 0   | Slovénie | Stadio Artemio Franchi, Florence |                               |
| 6 septembre 2011 | Pazzini 85e | (0 - 0) |          | Arbitrage : Svein Oddvar Moen    | Arbitrage : Svein Oddvar Moen |
| 6 septembre 2011 | Rapport     |         |          | Arbitrage : Svein Oddvar Moen    | Arbitrage : Svein Oddvar Moen |

| 6 septembre 2011 | Serbie                                    | 3 – 1   | Îles Féroé      | FK Partizan, Belgrade         |                               |
|                  | Jovanović 6e · Tošić 22e · Kuzmanović 69e | (2 - 1) | Benjaminsen 37e | Arbitrage : Arman Amirkhanyan | Arbitrage : Arman Amirkhanyan |
|                  | Rapport                                   |         |                 | Arbitrage : Arman Amirkhanyan | Arbitrage : Arman Amirkhanyan |

| 6 septembre 2011 | Estonie                                       | 4 – 1   | Irlande du Nord   | A. Le Coq Arena, Tallinn      |                               |
| 18:30 UTC        | Vunk 28e · Kink 32e · Zenjov 60e · Saag 90+3e | (2 - 1) | Piiroja 40e (csc) | Arbitrage : Daniel Stålhammar | Arbitrage : Daniel Stålhammar |
| 18:30 UTC        | Rapport                                       |         |                   | Arbitrage : Daniel Stålhammar | Arbitrage : Daniel Stålhammar |

| 13e journée    | Irlande du Nord | 1 – 2   | Estonie                  | Windsor Park, Belfast    |                          |
| 7 octobre 2011 | Davis 22e       | (1 - 0) | Vassiljev 77e (pen.) 84e | Arbitrage : Manuel Gräfe | Arbitrage : Manuel Gräfe |
| 7 octobre 2011 | Rapport         |         |                          | Arbitrage : Manuel Gräfe | Arbitrage : Manuel Gräfe |

| 7 octobre 2011 | Serbie       | 1 – 1   | Italie       | Stadion Crvena Zvezda, Belgrade |                           |
|                | Ivanović 26e | (1 - 1) | Marchisio 2e | Arbitrage : Pedro Proença       | Arbitrage : Pedro Proença |
|                | Rapport      |         |              | Arbitrage : Pedro Proença       | Arbitrage : Pedro Proença |

| 14e journée     | Italie                              | 3 – 0   | Irlande du Nord | Stadio Friuli, Udine            |                                 |
| 11 octobre 2011 | Cassano 21e 53e · McAuley 74e (csc) | (1 - 0) |                 | Arbitrage : Antonio Mateu Lahoz | Arbitrage : Antonio Mateu Lahoz |
| 11 octobre 2011 | Rapport                             |         |                 | Arbitrage : Antonio Mateu Lahoz | Arbitrage : Antonio Mateu Lahoz |

| 11 octobre 2011 | Slovénie    | 1 – 0   | Serbie | Stadion Ljudski vrt, Maribor   |                                |
|                 | Vršič 45+1e | (1 - 0) |        | Arbitrage : Frank De Bleeckere | Arbitrage : Frank De Bleeckere |
|                 | Rapport     |         |        | Arbitrage : Frank De Bleeckere | Arbitrage : Frank De Bleeckere |

## Buteurs
| Pos | Joueur               | Pays            | Buts |
| --- | -------------------- | --------------- | ---- |
| 1   | Antonio Cassano      | Italie          | 6    |
| 2   | Konstantin Vassiljev | Estonie         | 5    |
| 2   | Tim Matavž           | Slovénie        | 5    |
| 4   | Marko Pantelić       | Serbie          | 3    |
| 4   | Nikola Žigić         | Serbie          | 3    |
| 6   | Tarmo Kink           | Estonie         | 2    |
| 6   | Kaimar Saag          | Estonie         | 2    |
| 6   | Sergei Zenjov        | Estonie         | 2    |
| 6   | Fródi Benjaminsen    | Îles Féroé      | 2    |
| 6   | Steven Davis         | Irlande du Nord | 2    |
| 6   | Pat McCourt          | Irlande du Nord | 2    |
| 6   | Giampaolo Pazzini    | Italie          | 2    |
| 6   | Zoran Tošić          | Serbie          | 2    |
| 6   | Milivoje Novakovič   | Slovénie        | 2    |
| 15  | Raio Piiroja         | Estonie         | 1    |
| 15  | Ats Purje            | Estonie         | 1    |
| 15  | Martin Vunk          | Estonie         | 1    |
| 15  | Jóan Edmundsson      | Îles Féroé      | 1    |
| 15  | Arnbjørn Hansen      | Îles Féroé      | 1    |
| 15  | Christian Holst      | Îles Féroé      | 1    |
| 15  | Christian Mouritsen  | Îles Féroé      | 1    |
| 15  | Corry Evans          | Irlande du Nord | 1    |
| 15  | Aaron Hughes         | Irlande du Nord | 1    |
| 15  | Kyle Lafferty        | Irlande du Nord | 1    |
| 15  | Gareth McAuley       | Irlande du Nord | 1    |
| 15  | Leonardo Bonucci     | Italie          | 1    |
| 15  | Daniele De Rossi     | Italie          | 1    |
| 15  | Alberto Gilardino    | Italie          | 1    |
| 15  | Claudio Marchisio    | Italie          | 1    |
| 15  | Thiago Motta         | Italie          | 1    |
| 15  | Andrea Pirlo         | Italie          | 1    |
| 15  | Fabio Quagliarella   | Italie          | 1    |
| 15  | Giuseppe Rossi       | Italie          | 1    |
| 15  | Branislav Ivanović   | Serbie          | 1    |
| 15  | Milan Jovanović      | Serbie          | 1    |
| 15  | Danko Lazović        | Serbie          | 1    |
| 15  | Dejan Stanković      | Serbie          | 1    |
| 15  | Zdravko Kuzmanović   | Serbie          | 1    |
| 15  | Zlatko Dedič         | Slovénie        | 1    |
| 15  | Dare Vršič           | Slovénie        | 1    |

Buteurs contre leur camp :
| Joueur             | Pays                           | Buts csc |
| ------------------ | ------------------------------ | -------- |
| Aleksandar Luković | Serbie (pour Estonie)          | 1        |
| Raio Piiroja       | Estonie (pour Irlande du Nord) | 1        |
| Gareth McAuley     | Irlande du Nord (pour Italie)  | 1        |
| Andrei Sidorenkov  | Estonie (pour Slovénie)        | 1        |
| Rógvi Baldvinsson  | Îles Féroé (pour Slovénie)     | 1        |